# Gerardo Armentia Palacios
Gerardo Armentia Palacios (20 de julio de 1890 - Cartagena, 7 de marzo de 1939) fue un militar español que participó en la guerra civil española.

## Biografía
En julio de 1936 era comandante de artillería destinado en la Base naval de Cartagena al frente del Regimiento de Artillería de Costa n.º 3.
 

Al producirse la sublevación militar se mantuvo fiel a la República. En agosto se trasladó con sus fuerzas a Andalucía y participó en la Ofensiva de Córdoba organizada por el general Miaja, que resultó en un estrepitoso fracaso. En el ataque contra la capital cordobesa, Armentia llegó a mandar una de las columnas republicanas. Durante el resto de la contienda mandó la artillería adscrita al Ejército de Andalucía. El 5 de mayo de 1938 ascendió al rango de Coronel.

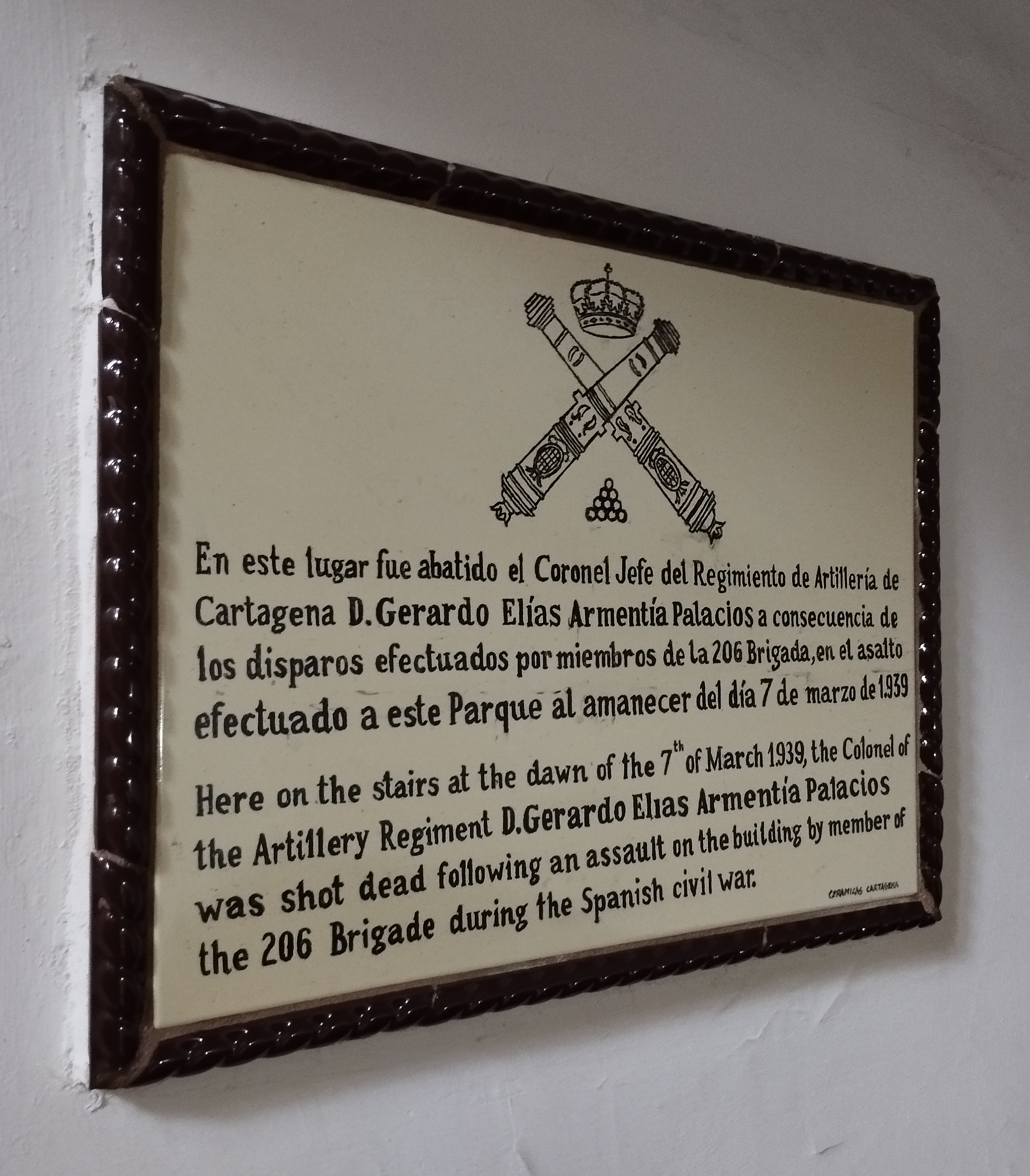
Placa conmemorativa en el Parque de Artillería de Cartagena, señalando el lugar donde murió Armentia.

En marzo de 1939 se hallaba nuevamente en Cartagena al frente del Parque de Artillería de la base naval, donde conspiraba junto a otros militares en contra del gobierno Negrín. Llegó a tomar parte en la Sublevación de Cartagena, aunque tras esto fue detenido brevemente por los militares que también se habían sublevado pero eran partidarios del Bando franquista. Murió al amanecer del 7 de marzo, durante el asalto de la 206.ª Brigada Mixta contra las fuerzas sublevadas en el Parque de Artillería.